# ロバート・マーク・ケイメン
ロバート・マーク・ケイメン（Robert Mark Kamen）は、アメリカ合衆国の脚本家である。映画『ベスト・キッド』シリーズ、『トランスポーター』シリーズ、『96時間』などで知られる。

## 生い立ち
ニューヨーク市ブロンクス区で育った。

## フィルモグラフィ
- タップス Taps (1981) 脚本
- スプリット・イメージ/人格分離 Split Image (1982) 脚本
- ベスト・キッド The Karate Kid (1984) 脚本[2]
- ベスト・キッド2 The Karate Kid, Part II (1986) 脚本・キャラクター創造
- ベスト・キッド3/最後の挑戦 The Karate Kid, Part III (1989) 脚本・キャラクター創造
- パニッシャー The Punisher (1989) 製作
- ファイティング・キッズ Gladiator (1992) 脚本・原案
- リーサル・ウェポン3 Lethal Weapon 3 (1992) 脚本
- パワー・オブ・ワン The Power of One (1992) 脚本
- 雲の中で散歩 A Walk in the Clouds (1995) 脚本
- デビル The Devil's Own (1997) クレジット無し・リライト[3]
- フィフス・エレメント The Fifth Element (1997) 脚本
- キス・オブ・ザ・ドラゴン Kiss of the Dragon (2001) 脚本
- トランスポーター The Transporter (2002) 脚本
- トランスポーター2 Transporter 2 (2005) 脚本・キャラクター創造
- バンディダス Bandidas (2006) 脚本
- 96時間 Taken (2008) 脚本
- トランスポーター3 アンリミテッド Transporter 3 (2008) 脚本・キャラクター創造
- コロンビアーナ Colombiana (2011) 脚本
- 96時間/リベンジ Taken 2 (2012) 脚本
- 96時間/レクイエム Taken 3 (2015) 脚本